# Altaiwagon
Koordinaten: 53° 23′ 37,1″ N, 83° 56′ 46,6″ O
Altaiwagon (russisch Алтайвагон) ist ein russischer Güterwagenhersteller. Er besitzt drei Werke in Nowoaltaisk, Rubzowsk (Gießerei) und Kemerowo und gehört seit 2006 der Holding SDS-Masch. Die jährliche Produktionskapazität beträgt 9.000 Stück.
Das Unternehmen wurde am 7. Oktober 1941 gegründet, als das Güterwagenwerk von Dniprodserschynsk wegen des Großen Vaterländischen Kriegs nach Sibirien verlagert wurde. In den 1970er und 1980er Jahren baute das Werk gedeckte Güterwagen in Ganzmetallbauweise insbesondere für die VR China.